# Marco Polo (missione spaziale)
Marco Polo è una proposta di missione elaborata dall'Agenzia Spaziale Europea (ESA) e dall'Agenzia Spaziale Giapponese (JAXA), per il recupero di campioni da un asteroide near-Earth ed il loro trasporto a Terra. Se approvata, sarebbe potuta essere lanciata tra il 2017 ed il 2019, tuttavia l'ESA ha comunicato nel febbraio del 2010 di non aver selezionato la missione perché proseguisse nella fase successiva.

## Caratteristiche

### Obiettivi
Lo scopo della missione è quello di riportare sulla Terra un campione di roccia di un asteroide near-Earth (o NEO) per ottenere informazioni riguardanti la nascita del Sistema solare e della sua formazione. Questi tipi di asteroidi, infatti, hanno mantenuto intatte le caratteristiche fisico-chimiche dei mattoni primordiali all'origine dei diversi corpi del Sistema solare. Inoltre, l'analisi sulla Terra dei detriti permetterebbe di dimostrare la veridicità di alcune teorie esobiologiche, secondo le quali le molecole organiche alla base della vita primordiale sulla Terra siano arrivate grazie a dei detriti provenienti dallo spazio (vedi panspermia).

### Descrizione
La configurazione allo studio prevede l'uso di un orbiter "mother-spacecraft" (dotato di strumentazione remote sensing, del sistema di acquisizione dei campioni e della capsula di rientro), di un lander (dotato di strumentazione per la caratterizzazione in situ e, eventualmente, di un sistema per la raccolta campioni) e di due "hoopers" (dotati di telecamere e termometri).

### Svolgimento
L'individuazione del punto dove raccogliere i campioni si ottiene mediante la caratterizzazione dell'oggetto svolta, in orbita, dal mother-spacecraft e, sulla superficie, dal lander e dagli "hoppers". L'acquisizione dei campioni avviene attraverso una manovra "touch and go" svolta dall'orbiter. La durata delle operazioni in prossimità del NEO è prevista per almeno tre mesi. Il mother-spacecraft si dirigerà verso la Terra per rilasciare nell'atmosfera la capsula contenente i campioni.